# Karlskirche
Karlskirche er en kirke på sydsiden af Karlsplatz, Wien, Østrig. Den er placeret på kanten til den indre by, 200 meter udenfor byens Ringstraße. Kirken er et af de bedste eksempler på barokarkitektur nord for Alperne med sin ellipseformede kuppel.
Siden renoveringen af Karlsplatz sidst i 1980'erne har kirken i høj grad fået publikums gunst og er med sin kuppel, flankeret af de to relief-søjler, en passende arkitektonisk modpol til pladsens modsatte side med bl.a. Theophilus Hansens Musikverein.

## Oprindelse
I 1713, et år efter pestepidemiens ophør, besluttede kejser Karl d. 6., at der skulle bygges en ny kirke, opkaldt efter og til ære for Milanos biskop, Carlo Borromeo, der havde gjort en stor indsats for ofrene for pesten.
Efter afholdelse af en arkitektkonkurrence, vundet af Johann Bernhard Fischer von Erlach, begyndte opførelsen af Karlskirche i 1716. Efter arkitektens død i 1723 tog hans søn, Joseph Emanuel Fischer von Erlach over og færdiggjorde arbejdet i 1737.